# توماس جيلمان
توماس جيلمان (بالإنجليزية: Thomas Gilman)‏ هو مصارع هاوي أمريكي، ولد في 28 مايو 1994 في كونسيل بلوفس في الولايات المتحدة.

## روابط خارجية
- توماس جيلمان على موقع قاعدة بيانات المصارعة الدولية (الإنجليزية)
- توماس جيلمان على موقع اللجنة الأولمبية الدولية (الإنجليزية)
- توماس جيلمان على موقع أوليمبيديا (الإنجليزية)